# Język nogajski
Język nogajski (nog. ногай тили) – język należący do podgrupy kipczacko-nogajskiej, grupy kipczackiej języków tureckich, używany przez około 90 tys. ludzi, przede wszystkim w Rosji. W ramach języka nogajskiego wyróżnia się dialekty: środkowy oraz tzw. biały i czarny nogajski. Oddziaływał intensywnie na północne dialekty języka krymskotatarskiego. Jest przede wszystkim językiem domowym, używanym w lokalnych społecznościach, choć naucza się go także w szkołach podstawowych i średnich.
Piśmiennictwo nogajskie rozwija się w alfabecie arabskim od XVIII wieku. W 1928 roku zmodyfikowano dla nogajszczyzny alfabet łaciński. Od 1938 używana jest zaś cyrylica. Na nogajski przetłumaczono w latach 1659–1699 fragmenty Pisma Świętego.